# Comitatul Bannock, Idaho
Comitatul Bannock, conform originalului din limba engleză, Bannock County, este unul din cele 44 comitate ale statului american Idaho. Constituit în anul 1893 și numit după tribul amerindian local, Bannock, comitatul este parte a Zonei metropolitane Pocatello, care cuprinde ambele comitate centrate în jurul orașului Pocatello, Bannock și Power.
Sediul comitatului este același oraș Pocatello, care este totodată și cel mai mare oraș al estului statului Idaho.GR6

## Geografie
Conform datelor furnizate de United States Census Bureau, comitatul are o suprafață totală de 2.972 km² (sau de 1,147 square miles) dintre care 2.883 km² (sau 1,113 square miles) este uscat, iar restul de 88 km² (sau 34 square miles) este apă, adică 2.98%. Râul Portneuf River curge prin comitat iar la confluența dintre acesta și Snake River, în punctul cel mai jos al comitatului, în colțul său nord-vestic, se găsește lacul de acumulare American Falls Reservoir. Vârful Bonneville Peak, din lanțul monta Portneuf Range, la cei 2.825 m altitudine (sau 9,271 de picioare) ai săi, este cel mai înalt vârf al comitatului.  Pe versantul său vestic se află stațiunea montană Pebble Creek.

### Comitatele înconjurătoare
- Comitatul Bingham - nord
- Comitatul Caribou - est
- Comitatul Franklin - sud-est
- Comitatul Oneida - sud-vest
- Comitatul Power - vest

-->

### Zoneprotejate naţional
- Caribou National Forest (parțial)

### Drumuri importante
- - Interstate 15
- - Interstate 86
- - US 30
- - US 91

## Demografie
|  | Graficele sunt indisponibile din cauza unor probleme tehnice. Mai multe informații se găsesc la Phabricator și la wiki-ul MediaWiki. |

Date: Wikidata - grafică realizată de Wikipedia

## Comunități

### Orașe
- Arimo
- Chubbuck
- Downey
- Inkom
- Lava Hot Springs
- McCammon
- Pocatello (parțial în Comitatul Power)

### Census-designated place
- Fort Hall (parțial în comitat)

### Alte comunități
- Swanlake
- Virginia
- Robin